# Flughafen Wallis-Hihifo

i7
i11
i13
Der Flughafen Wallis-Hihifo (französisch Aérodrome de Wallis-Hihifo, IATA-Code: WLS, ICAO-Code: NLWW) ist der internationale Flughafen des französischen Überseegebiets Wallis und Futuna.
Der Flughafen ist etwa 5,6 km vom Hauptort Mata Utu auf der Insel ʻUvea entfernt. Er kann von Mittelstreckenflugzeugen von der Größe eines Airbus A320 oder einer Boeing 737 angeflogen werden. Die derzeit einzige Fluggesellschaft, die den Flughafen bedient, ist Aircalin aus Neukaledonien, die neben dem regionalen Verkehr von und nach Futuna wöchentlich drei Flüge zwischen Wallis und Nouméa durchführt.
Ab 2020 will die inseleigene Fluggesellschaft Air Corail (WF Aviation) internationale Flüge anbieten.